# غولف بريز
غولف بريز (بالإنجليزية: Gulf Breeze)‏ هي مدينة أمريكية تقع في ولاية فلوريدا. تبلغ مساحة هذه المدينة 61 (كم²)،ويبلغ عدد سكانها 6455 نسمة حسب إحصاء سنة 2010 م 6455.تشير إحصاءات سنة 2000م بأن الكثافة السكانية في هذه المدينة تقدر بـ(514.88) نسمة/كم2 

## أعلام
- أشلي براون
- أليك كيسلر
- دوغ بالدوين
- أبيغيل سبنسر
- كيث سافاج